# Stiratura

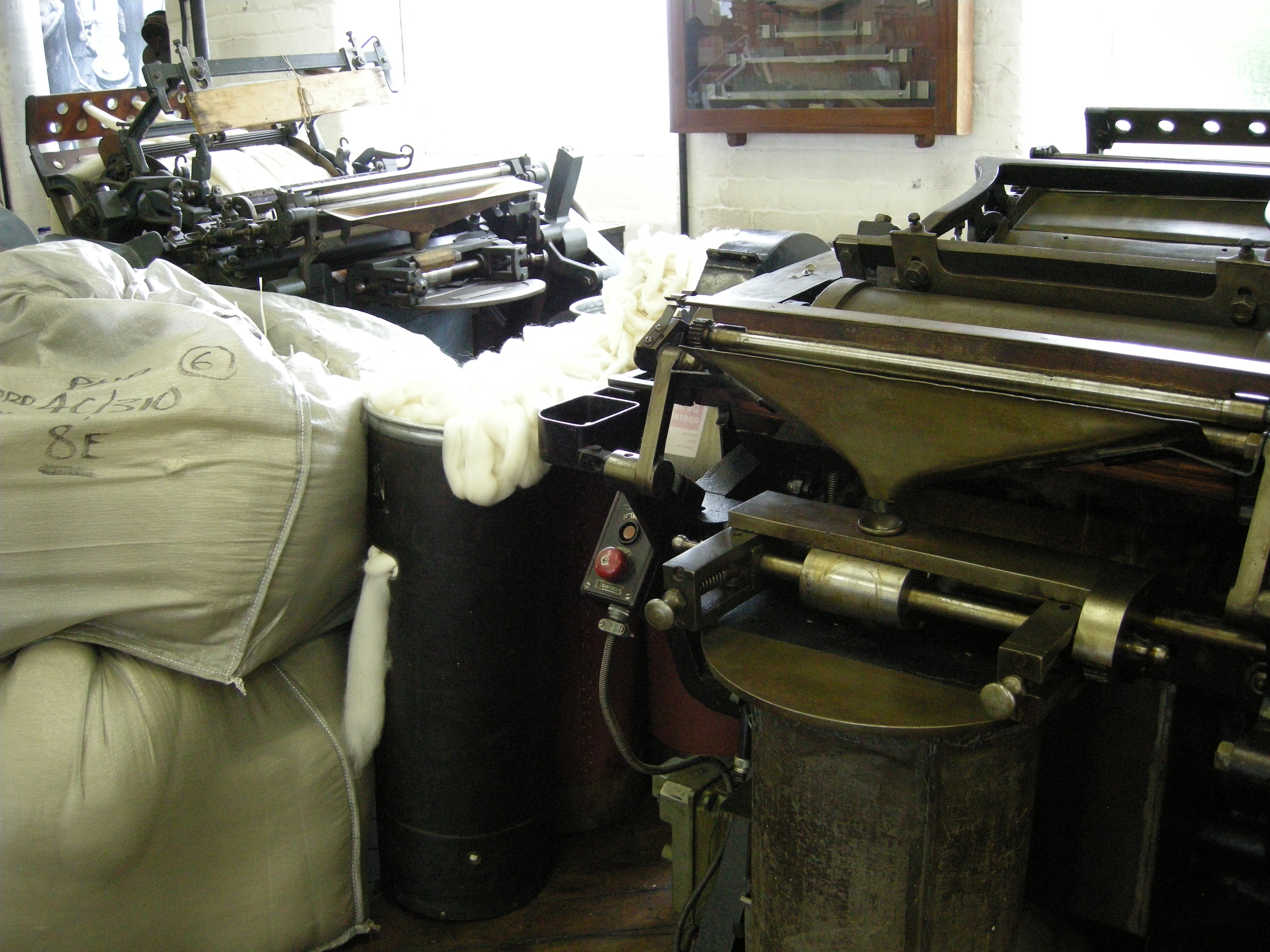
Stiratoi nel Bradford Industrial Museum, Inghilterra

La stiratura o stiro è una fase di lavorazione nel ciclo della filatura. Si applica al nastro cardato dopo l'operazione di pettinatura. Modifica il nastro cardato, che viene stirato, cioè assottigliato da macchinari chiamati stiratoi, in modo che le fibre tessili siano disposte parallelamente e nella giusta quantità per essere trasformate, da nastro stirato, in stoppino.
Al termine della fase di stiro otteniamo il cosiddetto nastro stirato.

## Scopo
Ha lo scopo di mescolare e regolarizzare fibre di diverso genere o diversi lotti dello stesso genere (ad esempio fibre sintetiche con fibre naturali) e rendere uniforme lo stoppino, procedendo ad una serie di accoppiamenti e successivi stiraggi (tramite stiratoi) fino ad ottenere un numero determinato di fibre in ogni punto dello stoppino stesso in modo da fargli raggiungere, durante la successiva fase di filatura, il titolo desiderato, cioè la finezza desiderata.
L'operazione di stiro consiste nel tirare il nastro. I nastri di carda sono irregolari; l'operazione è preceduta dalla sovrapposizione di più nastri l'uno sopra l'altro; infatti, i nastri di carda sono di per sé irregolari: uno diverso dall'altro, quindi sovrapponendoli è possibile compensare i relativi difetti. 
Di norma si accoppiano dai 4 ai 6 nastri che vengono stirati 4 o 6 volte finché diventano uniformi. Ad esempio, considerando 4 nastri con titolo 1 sovrapposti si otterrebbe un titolo 4; con la successiva stiratura si ritorna ad un titolo pari ad 1, ma con un nastro uniforme.
Più tecnicamente lo stiro si ottiene facendo passare i nastri di carda attraverso appositi cilindri che stirano gli stessi. Il nastro scorre per effetto dei cilindri alimentatori che hanno una velocità inferiore a quello di stiro che quindi è più veloce. Normalmente si utilizzano 4 o 6 stiratoi, ognuno formato da 4 cilindri, 2 alimentatori e 2 di stiro.